# Emil Bruhn
Max Emil Bruhn (* 21. Oktober 1860 in Mühlenstraßen im Kirchspiel Brunsbüttel; † 23. August 1940 in Malente) war ein evangelischer Pastor und Heimatschriftsteller.

## Leben
Emil Bruhn war ein Sohn von Hans Bruhn (* 21. Oktober 1833 in Süderhastedt; † 26. November in Kronprinzenkoog) und dessen erster Ehefrau Magdalena Cäcilia Friedrich (* 19. Mai 1839 in St. Michaelisdonn; † 13. Februar 1891 in Kronprinzenkoog). Der Vater arbeitete als Lehrer in Mühlenstraßen, anschließend in Kronprinzenkoog-Nord.
Bruhn besuchte anfangs die Schule seines Vaters und von 1875 bis 1822 die Meldorfer Gelehrtenschule, die er mit dem Abitur verließ. Als fromm erzogener Mensch studierte er danach insgesamt zehn Semester Theologie, davon acht an der Universität Kiel, im Wintersemester 1883/84 in Leipzig und im Sommersemester 1884 in Erlangen. Im Mai 1887 legte er das theologische Amtsexamen ab. Theodor Kaftan ordinierte ihn Ende Oktober 1887 in Töstrup. Ende Oktober 1887 übernahm er eine Stelle als Pastor in Sehestedt. Während dieser Zeit schrieb er erstmals für das christliche Volksblatt „Schleswig-Holsteinischer Sonntagsbote“, für das er viele Beiträge lieferte.
In Sehestedt übernahm Bruhn den Bezirksvorsitz des „Pastorenvereins in Schleswig-Holstein“, der seit 1892 existierte. Darüber hinaus wirkte er als Vertrauensmann des „Vereins für schleswig-holsteinische Kirchengeschichte“, der 1896 ins Leben gerufen wurde. 1898 reichte er seine Bewerbung für die frei gewordene Pfarrstellen von Koldenbüttel ein, wo er im März 1899 eingeführt wurde. In der Gemeinde mit 100 Seelen blieb er bis zur Emeritierung 1928. Danach ging er in das Vizelinstift nach Neumünster. Später zog er nach Malente.
Bruhn wurde ihn Koldenbüttel beerdigt.

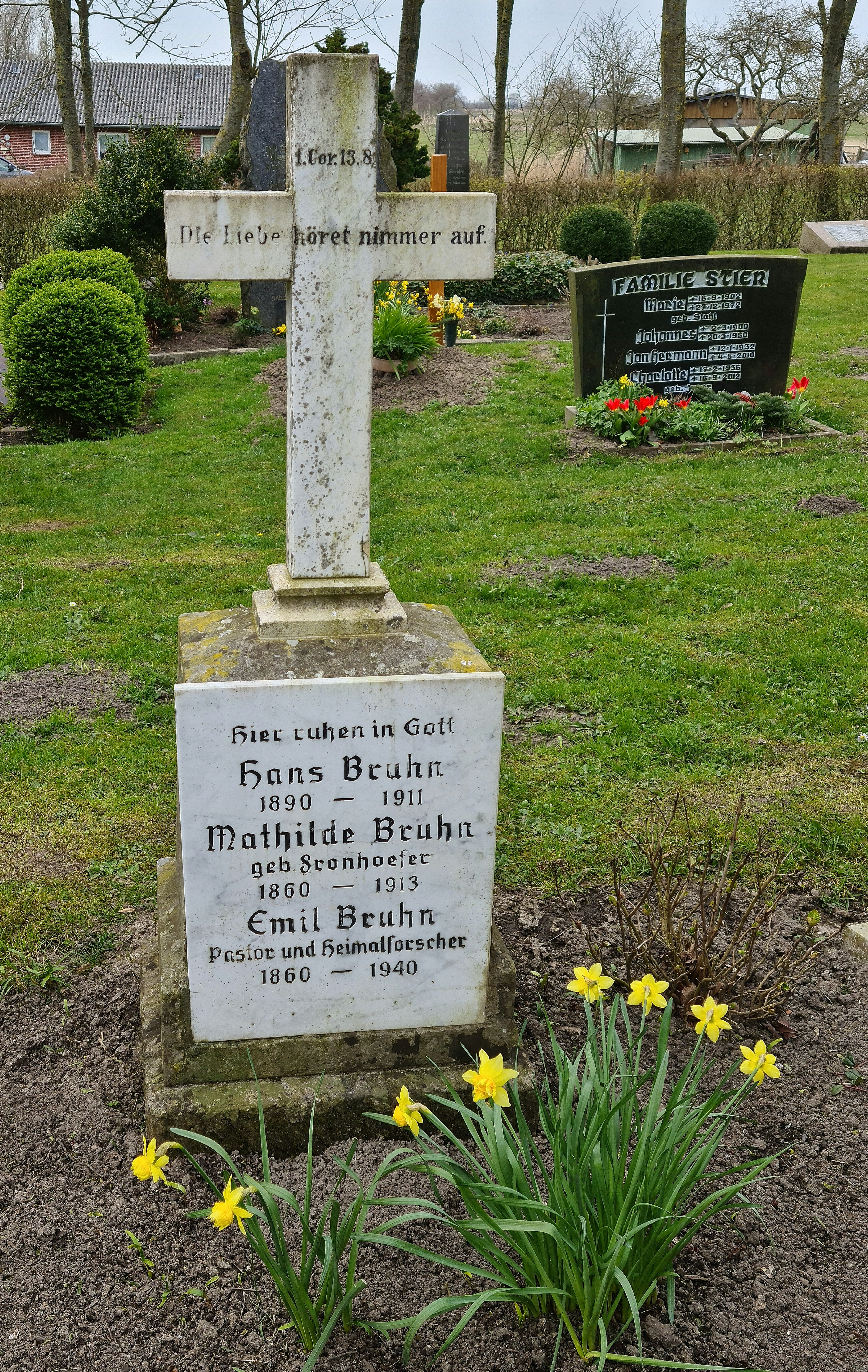
Grabstätte von Emil Bruhn in Koldenbüttel

## Werke
Bruhn publizierte seit der Zeit in Koldenbüttel zunehmend. Seine meist erbaulichen Texte waren in zahlreichen evangelischen Zeitschriften und Zeitungen zu lesen. Er schrieb über verdiente Theologen, Erzählungen und Erinnerungen in hoch- und niederdeutscher Sprache und versuchte, für seinen Glauben zu werben. Hinzu kamen Heimatgedichte und die umfangreichere Novelle „Maleensknoll“. Den Handlungsort dieser Erzählung verlegte er nach St. Peter. Bruhn beschäftigte sich auch mit religiös-philosophischen, pädagogischen und kulturellen Themen und zeigte sich dabei national und konservativ. Zusammen mit dem Pastor Johannes Claussen aus Tyrstrup veröffentlichte er 1902 „Aus dem Bilderschaft des Sonntagsboten“. Dieses Buch enthielt vierzig Biographien.
Bruhn machte sich dauerhaft verdient in der Heimat- und Familienforschung. Er bemühte sich insbesondere um Handschriften des Geschichtsschreibers Peter Sax. Bruhn veröffentlichte dessen Werke, die verstreut und schlecht zugänglich waren. 1910 entstand so das Buch „Nordstrand“, dessen Manuskript von 1637 stammte. Aufgrund des Ersten Weltkriegs und widriger Umstände konnte Bruhn keine weiteren Werke von Sax herausgaben. Stattdessen arbeitete er Zitate von Sax immer wieder in seine eigenen Texte ein. Bruhn hatte mit seinen Vorarbeiten entscheidenden Anteil daran, dass Sax’ Gesamtwerk heute in gedruckter Form existiert.
Bruhn schrieb drei Bände „Zur Heimatgeschichte Eiderstedts“. Der erste Band „Aus der Urgeschichte/Zur Geschichte der Besiedlung und der Bedeichung“ stammte von 1926. Seine Texte zur Vor- und Frühgeschichte und die Zeit des Mittelalters der Region gelten heute als weitestgehend überholt. Er hielt zu den überlieferten Quellen keine kritische Distanz. Seine Schilderungen der Geschichte stellten nicht belegte Hypothesen dar.
Das Hauptwerk von Bruhns Geschichtsschreibung trug den Titel „Chronik von Koldenbüttel“. Es erschien 1928 als zweiter Band und ist bis heute eine wichtige Quelle für die neuere Geschichtsschreibung des Ortes. Bruhn machte dabei sehr viele genealogische Angaben. Band drei aus dem Jahr 1931 trug den Titel „Die Geschichte der Höfe in Koldenbüttel“. Wie in Band zwei legte er hierfür insbesondere Peter Sax und die Kirchenbücher des Ortes zugrunde. Im Detail sind in dem Werk zahlreiche Fehler zu finden. Darüber hinaus arbeitete Bruhn umfangreich zum Beispiel über Anna Ovena Hoyer, Theodor Storm oder Heimatmalern aus Nordfriesland. Bis 1937 entstanden somit mindestens 300 veröffentlichte Texte.
Bruhn gründete den Nordfriesischen Verein für Heimatkunde und Heimatliebe von 1902 mit. Er arbeitete 30 Jahre in dessen Stammesbeirat und wurde danach Ehrenmitglied des Vereins. Darüber hinaus engagierte er sich im „Eiderstedter Heimats- und Geschichtsverein“. Von der Gründung 1913 bis 1928 übernahm er das Amt des Schriftführers, 1927/28 auch den stellvertretenden Vorsitz.